# Planine Asterousia
Planine Asterousia planinski su lanac u južnoj Kreti koji odvaja ravnicu Mesara od Libijskoga mora. Dokazi o drevnim kretskim kulturama pronađeni su u iskapanjima na ovom području, štoviše, jedno od najznačajnijih minojskih nalazišta na Kreti iskopano je u obližnjem Phaistosu na sjeveru. Očito je palača Phaistos izgrađena da omogući pogled na prostranu ravnicu Mesara i planine Asterousia. Encyclopædia Britannica za ovaj planinski lanac navodi i povijesni naziv Kofinos po najvišem vrhu planina Asterousia Kofinasu (1231 m).